# Que ironía
Que ironía es una canción escrita e interpretada por la cantante mexicana Thalía en colaboración con el cantautor mexicano Carlos Rivera. Fue lanzada oficialmente por Sony Music Latin en mayo del 2019 como el cuarto sencillo del decimocuarto album de Thalía, Valiente (2018).

## Vídeo musical
Fue lanzado en el canal VEVO de YouTube de la artista el 15 del mayo del 2019 y es un video lírico de la canción. Actualmente cuenta con más de 25 millones de vistas.

## Posicionamiento en listas

### Listas de fin de año
| Lista (2019)                          | Posición |
| ------------------------------------- | -------- |
| América Latina (Monitor Latino)       | 17       |
| Argentina (Monitor Latino)            | 8        |
| Argentina (Argentina Hot 100)         | 15       |
| Bolivia (Monitor Latino)              | 9        |
| Chile (Monitor Latino)                | 25       |
| España (PROMUSICAE)                   | 31       |
| Estados Unidos Hot Latin Songs        | 14       |
| Estados Unidos Latín Airplay          | 34       |
| Estados Unidos Latín Rhythm Airplay   | 45       |
| México (Monitor Latino)               | 9        |
| Nicaragua (Spotify Charts)            | 20       |
| Perú (Spotify Charts)                 | 40       |
| Puerto Rico (Monitor Latino)          | 25       |
| República Dominicana (Monitor Latino) | 15       |
| Uruguay (Monitor Latino)              | 8        |
| Venezuela (Monitor Latino)            | 10       |

## Certificaciones
| Territorio     | Organismo certificador | Certificación | Ventas certificadas | Ref.   |
| -------------- | ---------------------- | ------------- | ------------------- | ------ |
| España         | PROMUSICAE             | 2× Platino    | 109,000             | [ 10 ] |
| Estados Unidos | RIAA                   | Diamante      | 40 000              | [ 11 ] |
| México         | AMPROFON               | Diamante      | 33 000              | [ 12 ] |

## Historial de lanzamiento
| Región | Fecha              | Formato                     | Discográfica     | Ref.   |
| ------ | ------------------ | --------------------------- | ---------------- | ------ |
| Varios | 24 de mayo de 2019 | Descarga digital, Streaming | Sony Music Latin | [ 13 ] |